# Tenuitarsus angustus
Tenuitarsus angustus är en insektsart som först beskrevs av Blanchard 1836.  Tenuitarsus angustus ingår i släktet Tenuitarsus och familjen Pyrgomorphidae. Inga underarter finns listade i Catalogue of Life.